# Anisocentropus voeltzkowi
Anisocentropus voeltzkowi är en nattsländeart som beskrevs av Georg Ulmer 1909. Anisocentropus voeltzkowi ingår i släktet Anisocentropus och familjen Calamoceratidae. Inga underarter finns listade i Catalogue of Life.